# 何塞·卡洛斯·马里亚特吉
何塞·卡洛斯·马里亚特吉·拉希拉（西班牙語：José Carlos Mariátegui La Chira；1894年6月14日—1930年4月16日），秘鲁马克思主义思想家，秘鲁共产党创始人，作家，拉丁美洲杰出的共产主义运动领袖。
1894年，他出生于利马。1919年—1923年，他旅居欧洲，接受了马克思主义的思想，写了许多政论文章。1923年回国后，他提出把马克思主义同秘鲁本国实际相结合的主张，积极参加反对莱吉亚独裁统治的斗争。1924年，他因患恶性肿瘤被截去下肢，仍坚持工作和写作。1925年，他创办革命刊物《阿毛塔》，并出版第一部著作《当代舞台》文集，还加入了美洲人民革命联盟。1928年10月7日，他创建秘鲁社会党（1930年改称秘鲁共产党），任总书记；12月，他发表了《关于秘鲁国情的七篇论文》，该书被视为拉丁美洲马克思主义者的经典作品。1929年，发表著作《捍卫马克思主义》。同年，他创建了秘鲁总工会。1930年，他在利马逝世。
他的政治思想被称为马里亚特吉主义（或马里亚特吉思想），其主要内容在《关于秘鲁国情的七篇论文》中得到阐述，其核心思想是解决印第安人和土地问题，反对拉丁美洲大庄园封建制。